# IC 5307
IC 5307 ist eine Galaxie vom Hubble-Typ S im Sternbild Pegasus am Nordsternhimmel. Sie ist schätzungsweise 560 Millionen Lichtjahre von der Milchstraße entfernt.
Das Objekt wurde am 26. Oktober 1897 von Hermann Kobold entdeckt.